# Космос 96
Космос 96 (3МВ-4 № 6) е съветски опит за изстрелване на сонда към Венера, която да прелети в близост до планетата. Заради проблем с последната степен на ракетата-носител сондата остава на ниска околоземна орбита като изкуствен спътник.
Сондата е построена за мисия до Марс, която е трябвало да се проведе в края на 1964 г. Тъй като изстрелването не е осъществено до края на „прозореца“, позволяващ това, с лека реконструкция е пренасочена за мисия към Венера, заедно със станциите Венера 2 и Венера 3

## Полет
Стартът е успешно осъществен на 23 ноември 1965 г. от космодрума Байконур в Казахска ССР с ракета-носител „Молния“. Първите три степени работят нормално и апарата е изведен до разчетната орбита.
Двигателят на четвъртата степен (ускорителния блок „Л“) не успява да се възпламени, защото се оказва, че газовата струя от двигателя на третата степен е прогорила горивната му камера. Така апаратът остава в околоземна орбита с перигей 209 км и апогей 261 км. След малко повече от две седмици (9 декември) сондата изгаря в плътните слоеве на земната атмосфера.